# Sketches of Brunswick East
Sketches of Brunswick East è l'undicesimo album in studio del gruppo musicale di rock psichedelico australiano King Gizzard & the Lizard Wizard e il terzo del complesso jazz Mild High Club, pubblicato il 23 giugno 2017 dalla Flightless Records in Australia, dalla ATO Records negli Stati Uniti e dalla Heavenly Recordings nel Regno Unito. Rappresenta il terzo di una serie di cinque dischi che la band volle pubblicare in un solo anno. Il titolo è un riferimento sia al sobborgo di Melbourne chiamato, appunto, East Brunswick, e sia all'LP di Miles Davis del 1960 Sketches of Spain.
L'opera è stata candidata nella categoria "miglior album jazz" agli ARIA Music Awards 2017.

## Il disco
L'opera venne concepita subito dopo il rilascio di Flying Microtonal Banana ed il completamento di Murder of the Universe, rispettivamente il primo e il secondo album dei King Gizzard & the Lizard Wizard del 2017. A quel punto infatti, vennero discusse le idee per i successivi tre, con uno (presumibilmente proprio Sketches of Brunswick East) che si disse fosse in uno «stato di unione», mentre gli altri «un po' distanti al momento».
Stu Mackenzie ha dichiarato in un'intervista che la collaborazione con il Mild High Club è avvenuta perché Alex Brettin, l'unico membro della band, aveva suonato al Gizzfest dei King Gizzard nel dicembre 2016. In seguito, Brettin era rimasto a casa di Mackenzie per alcune settimane, durante le quali avevano escogitato idee che da allora ha descritto come «davvero, davvero vaghe». I due avevano registrato una manciata di memo vocali per iPhone da condividere tra loro, che hanno finito col chiamare "sketches", schizzi: da qui il titolo dell'album, che venne registrato quindi in sole tre settimane.
Il titolo dell'album è trapelato nella biografia dell'album di Heavenly Recordings per Murder of the Universe. Come già accennato, esso si ispira anche all'album di Davis Sketches of Spain, che rappresenta pure un'influenza per il lavoro musicale.
(Stu Mackenzie)
Il brano Rolling Stoned era stato presentato per la prima volta sia in una performance dei Mild High Club con Stu Mackenzie quasi due anni prima e sia in un segmento della composizione The Chat, che appare nel primo album del duo jazz, Timeline.
Il 18 agosto 2017 Sketches of Brunswick East venne eseguito totalmente in live streaming su Facebook, un'ora dopo la quale venne reso disponibile all'acquisto.

## Accoglienza
| Recensione     | Giudizio |
| -------------- | -------- |
| MC             | 79/100   |
| AllMusic       | [ 10 ]   |
| Clash          | 8/10     |
| Loud and Quiet | 7/10     |
| Pitchfork      | 7.5/10   |

Sketches of Brunswick East è stato generalmente ben accolto dalla stampa musicale internazionale. Tim Sendra di AllMusic nella sua recensione ha scritto: «È divertente sentire i Gizzard essere rimodellati dalla magia del soft rock di Brettin, rendendo così il loro terzo album dell'anno il più ascoltabile finora. Al contrario, lavorare con i wildmen australiani conferisce al lavoro di Brettin una natura imprevedibile che non si trova negli album dei Mild High Club. Questa reciproca benevolenza significa che Sketches of Brunswick East è una collaborazione che fa miracoli per entrambe le parti e che farà felici anche i fan di entrambi i gruppi.» Il contributore di Pitchfork Saby Reyes-Kulkarni ha espresso un giudizio simile, affermando: «Brunswick East è molto più di un ibrido tra due stili di firma, o anche un semplice consolidamento dei rispettivi punti di forza di ciascuna parte. Quando Brettin va in giro per i tropici degli anni '70 da solo, può venire fuori come se fosse ironico, la linea di demarcazione tra il sincero omaggio e il ridicolo sogghigno è difficile da valutare come il commento, ad esempio, di un podcast sullo yacht-rock. Ma quando si lavora attorno alle idee di Brettin, Mackenzie e i suoi compagni di band non si attardano mai troppo a lungo in nessun genere. Di conseguenza, le canzoni su Brunswick East hanno una tenera abilità di mutamento su di loro che, per la maggior parte, impedisce loro di trasformarsi in cliché revivalisti.»

## Lista delle tracce
1. Sketches of Brunswick East I – 1:20 (Stu Mackenzie, Alex Brettin)
2. Countdown – 3:22 (Mackenzie, Brettin, Michael Cavanagh)
3. D-Day – 1:39 (Mackenzie)
4. Tezeta – 3:30 (Joey Walker)
5. Cranes, Planes, Migraines – 1:15 (Walker, Mackenzie)
6. The Spider and Me – 3:16 (Mackenzie, Brettin)
7. Sketches of Brunswick East II – 3:25 (Mackenzie, Brettin)
8. Dusk to Dawn on Lygon Street – 3:02 (Cook Craig, Mackenzie, Brettin)
9. The Book – 4:59 (Mackenzie)
10. A Journey to (S)hell – 2:16 (Mackenzie, Walker)
11. Rolling Stoned – 3:18 (Brettin)
12. You Can Be Your Silhouette – 3:49 (Mackenzie)
13. Sketches of Brunswick East III – 2:08 (Mackenzie, Brettin)

Durata totale: 37:19

## Formazione
King Gizzard & the Lizard Wizard
- Stu Mackenzie – mellotron (2, 3, 5, 6, 8, 9, 13), voce (2, 3, 6, 9, 12), basso elettrico (1, 4, 7, 8, 13), flauto (1 4, 7, 11, 13), chitarra wah-wah (2, 6, 11, 12), piano elettrico (1, 7), chitarra acustica (4, 12), chitarra microtonale (3), glass marimba (5), organo microtonale (9), sintetizzatore (11), pianoforte (11), chitarra elettrica (13); registrazione, mixaggio (1, 3-13), produzione
- Joey Walker – basso (5, 6, 9, 10), shaker (3, 4), sintetizzatore (4, 5), basso microtonale (3), glass marimba (4), chitarra acustica (4), voce (4), chitarra elettrica (4), omnichord (11), pianoforte (11), bonghi (12), güiro (12); sovraincisioni addizionali
- Michael Cavanagh – batteria 1 (tutte le tracce), bonghi (1-5, 7-9, 11, 13), batteria 2 (2, 3, 5, 6, 7, 9-13), floor toms (1, 3, 7, 9, 13), maracas (1, 7, 11, 13), campanaccio (4, 5, 9), snare brushes (1, 8), vibraslap (1, 8), tamburino (3, 9)
- Cook Craig – chitarra elettrica (1, 4, 5, 8, 9), basso fretless (8, 11), voce (8), sintetizzatore (8), basso (11); sovraincisioni addizionali
- Lucas Skinner – piano elettrico (2, 4, 6, 9), mellotron (2, 6), pianoforte (11); sovraincisioni addizionali
- Ambrose Kenny-Smith – armonica (10-12), voce (6)
- Eric Moore – batteria 2 (4)

Mild High Club
- Alex Brettin - piano elettrico (2, 6-8), sintetizzatore (2, 5, 7, 9), basso (2, 8, 12), chitarra elettrica (8, 10, 13), sintetizzatore microtonale (3, 5), optigan (3, 7), organo (4, 12), piano acustico (1), batteria elettrica (7); sovraincisioni addizionali, mixaggio (2)
- Andrew Burt – chitarra (11)

Produzione
- Joseph Carra – mastering
- Jason Galea – artwork e layout
- Jamie Wdziekonski – fotografia